# Уилсон, Сэмюэл
Сэмюэл Уилсон (англ. Samuel Wilson; 13 сентября 1766, Арлингтон (Массачусетс) — 31 июля 1854) — мясозаготовитель из города Трой (штат Нью-Йорк), который во время англо-американской войны 1812—1815 годов поставлял для американской армии говядину в бочонках.
Из патриотических чувств, бочонки помечались трафаретом «U.S.» — англ. United States (Соединенные Штаты). Считается, что 7 сентября 1813 года сторож-ирландец на вопрос, что обозначают эти буквы, расшифровал их по имени производителя — англ. Uncle Sam (дядюшка Сэм). Именно эту версию закрепила резолюция Конгресса США от 15 сентября 1961 года, в которой официально провозглашено считать Сэмюэла Уилсона прародителем национального символа Америки — выражения «Дядя Сэм». В Арлингтоне, родном городе Уилсона, Дяде Сэму установлен памятный монумент.
Образ Дяди Сэма получил особую известность во время Первой мировой войны — Дядя Сэм был изображен на плакате, приглашавшем добровольцев вступить в американскую армию. Это выражение стало синонимом-символом федерального правительства США.